# Regata de grandes veleros

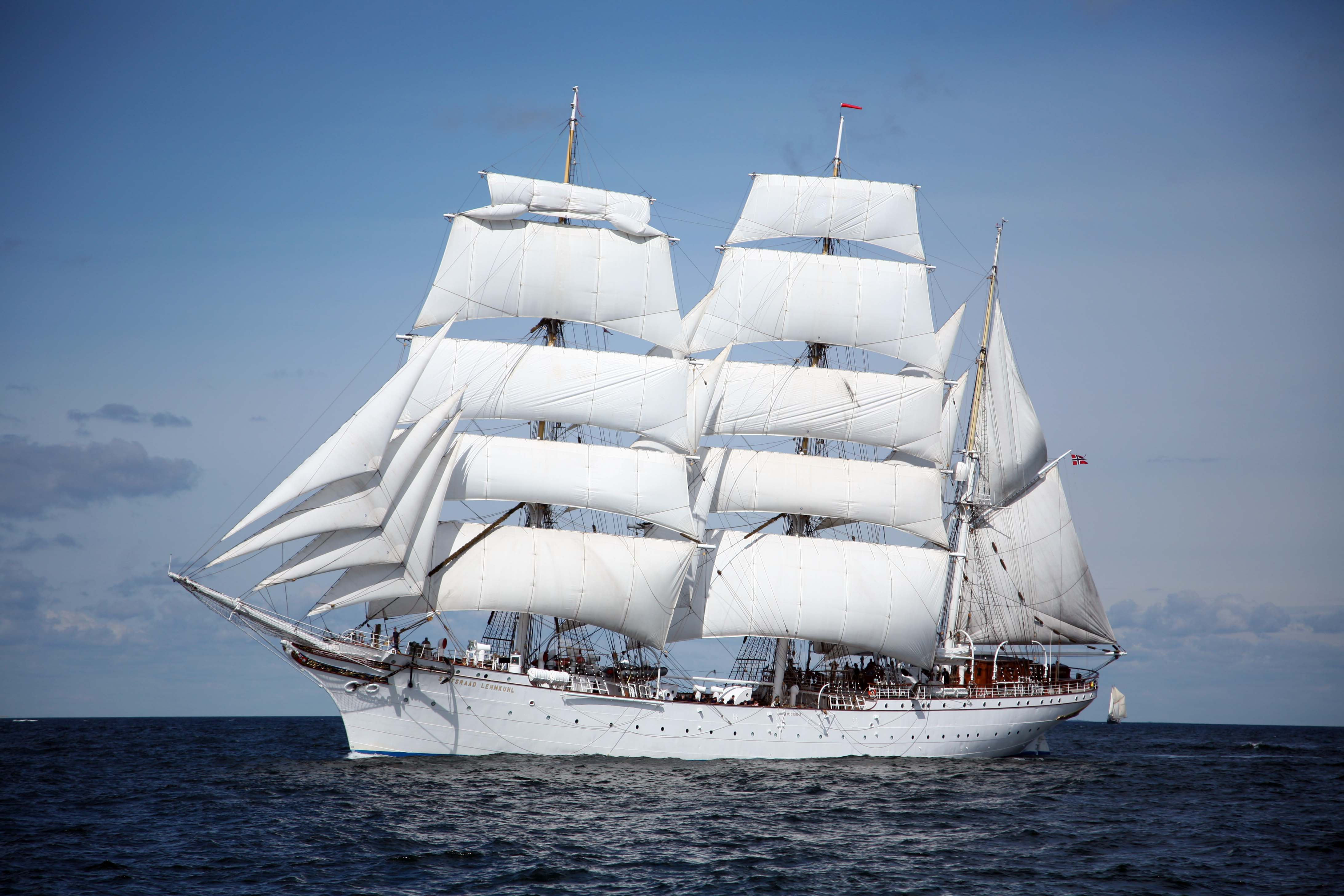
El Statsraad Lehmkuhl durante la competición.

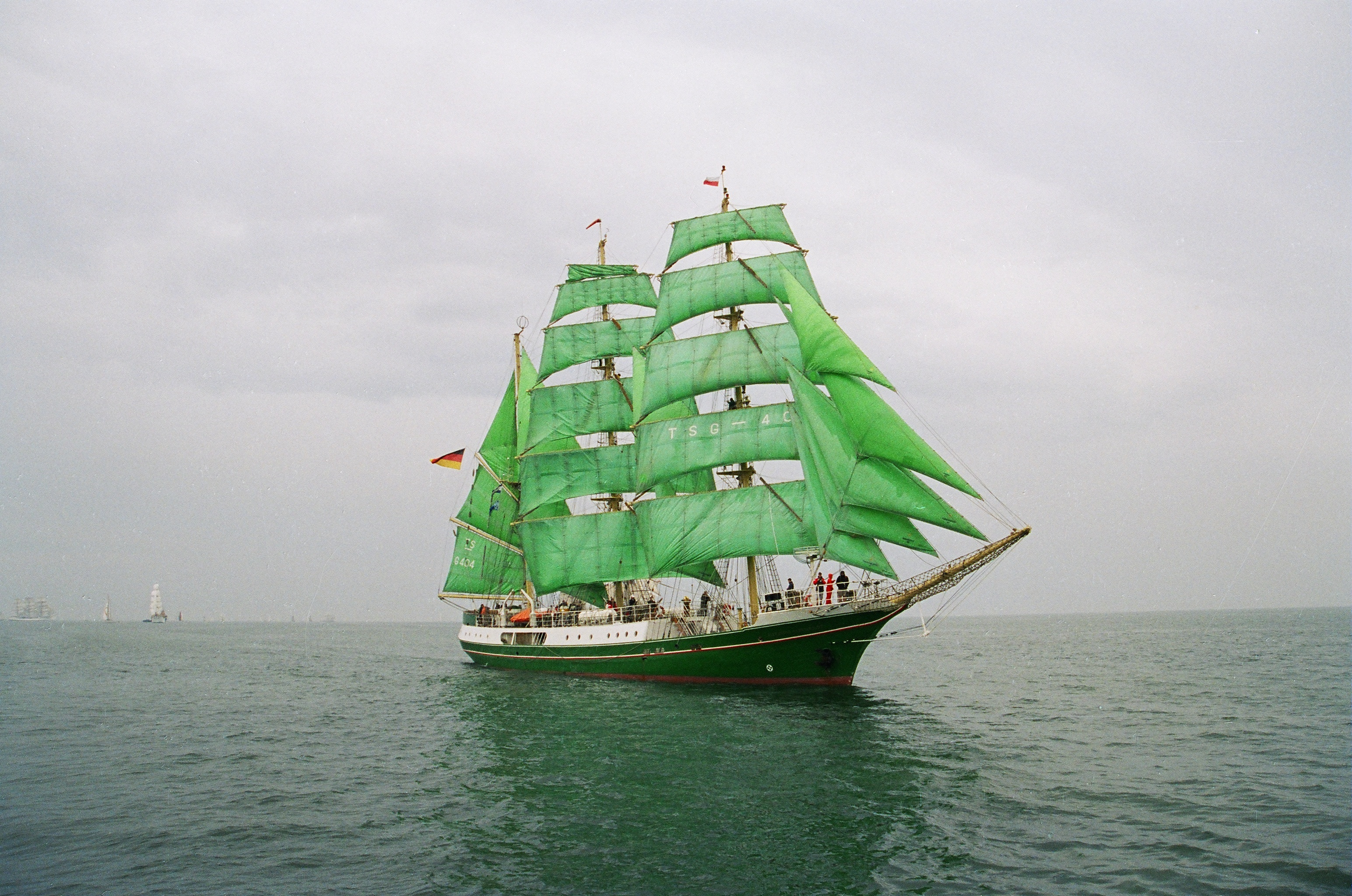
Alexander von Humboldt durante de la competición.

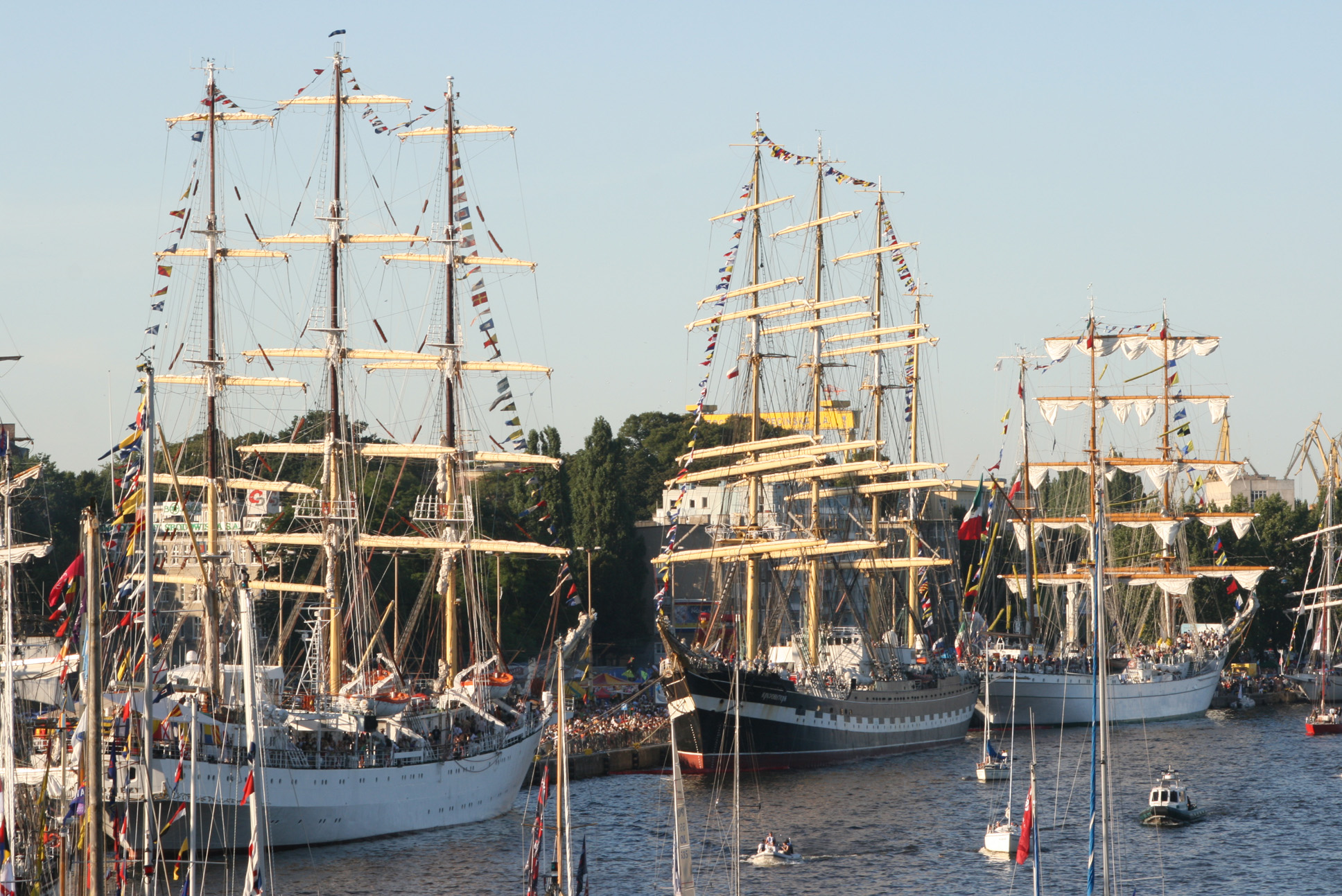
A corrida final 2007 en Szczecin, Polonia

La Regata de grandes veleros (The Tall Ships' Races en inglés) es una competición de vela clásica para buques escuela que organiza la asociación Sail Training International.

## Historia
Es en 1953 cuando Bernard Morgan, antiguo abogado londinense retirado, juntamente con Pedro Teotonio Pereira, embajador portugués en Londres, tienen la idea de organizar una regata de grandes veleros de todo el mundo. Cuanto más hablaban de este proyecto, más iba interesando a diversos mecenas, como Louis Mountbatten, el primer lord del Almirantazgo y el duque de Edimburgo. Por detrás de la idea estaba el ideal de alcanzar la paz y la fraternidad entre jóvenes de todas las naciones.
Así fue creada la Sail Training International Race Committee, la que, en julio de 1956, organizó la primera regata desde Torbay, al sudoeste de Inglaterra, hasta Lisboa, con veinte grandes veleros divididos en dos clases, los de más de cien toneladas y otra por debajo de este desplazamiento. Los navíos proceden de diferentes países, como Argentina, Bélgica, Dinamarca, Francia, Italia, Noruega, Portugal, Suecia, Turquía y Gran Bretaña.
La regata enciende los ánimos, sobre todo en los países que tenían un barco en competición. Son los medios los que inventaron la expresión Tall Ships' Races o Regata de grandes veleros. Fue concebida al principio para ser una única regata, pero dado su éxito innegable, el comité decide repetirla en 1958 y posteriormente cada dos años.
En julio de 1958 la regata partió de Brest. 18 veleros de más de cien toneladas llegarían a Las Palmas y 12 más pequeños a La Coruña.
El STIRC se convierte en un organismo permanente y evoluciona a lo largo de los años en la Sail Training Association, con el duque de Edimburgo como presidente, más tarde en ISTA y Sail Training International.
En 1962 29 grandes veleros toman la partida desde Torbay a Róterdam.
En 1964 la flota fue dividida en dos categorías: la Clase A para los grandes veleros de velas cuadras y la Clase B para los bajeles más pequeños.
A partir de 1965 aparecen regatas menores para alternar con la Tall Ships' Races, pero a partir de 1975 estas regatas menores se convierten en tan importantes como la principal y se vuelve muy difícil diferenciarlas.
En 1972 la regata toma el nombre de Cutty Sark al ser patrocinada por el whisky del mismo nombre. Con este patrocinador se creó un nuevo trofeo que recompensa al navío que, en opinión de todos los capitanes de la flota, haya desarrollado en mayor medida la hermandad y compresión entre los pueblos. Este trofeo ha continuado hasta nuestros días bajo el nombre de Sail Training International Friendship Trophy. Durante más de treinta años fue Cutty Sark quien patrocinó la carrera.
Después de la salida de Cutty Sark como patrocinador, la ciudad de Amberes decidió patrocinar la prueba en 2006 con motivo de los 50 años de la competición, retomando el nombre original de Tall Ships'Race.